# Georg Grunwald
Georg Bernhard Grunwald (* 2. April 1879 in Braunsberg, Ostpreußen; † 4. August 1937 in Regensburg) war ein deutscher römisch-katholischer Erziehungswissenschaftler und Priester. 
Grunwald empfing nach einem Studium am Lyceum Hosianum in Braunsberg 1903 die Priesterweihe. Von 1904 bis 1906 studierte er an der Universität Straßburg im Elsass und promovierte bei Clemens Baeumker. 1915 wurde er Professor für Pädagogik in Braunsberg und 1920 an die Philosophisch-theologische Hochschule Regensburg berufen. Er lehrte Pädagogik auf psychologischer und wertphilosophischer Grundlage und trennte die offenbarungsgebundene theologische Pädagogik (Katechetik) von der rein rational aufgebauten philosophischen Pädagogik. Im November 1933 unterzeichnete er das Bekenntnis der Professoren an den deutschen Universitäten und Hochschulen zu Adolf Hitler und dem nationalsozialistischen Staat.

## Veröffentlichungen (Auswahl)
- Philosophische Pädagogik. Ferdinand Schöningh Verlag, Paderborn 1917.
- Geschichte der Gottesbeweise im Mittelalter bis zum Ausgang der Hochscholastik, nach d. Quellen dargestellt, Aschendorff,  Münster 1907 (Online)
- Lehrbuch der Pädagogik: Geschichte und System, 5., verb. Aufl., Ferdinand Schöningh Verlag, Paderborn 1913
- Pädagogische Psychologie: Eine genetische Psychologie der Wissenschaft, Kunst, Sittlichkeit und Religion bis zur vollen Reife des Menschen auf Grund einer differentiellen Psychologie des Zöglings und des Erziehers. F. Dümmlers Verlh., Berlin 1921
- Die Pädagogik des zwanzigsten Jahrhunderts: Ein kritischer Rückblick und programmatischer Ausblick, Herder, Freiburg im Breisgau 1927